# トマス・ジョンソン (メリーランド州知事)
トマス・ジョンソン（英:Thomas Johnson、1732年11月4日-1819年2月22日）は、アメリカ合衆国の法学者であり、傑出した経歴のある政治家である。メリーランド州で初めて選挙で選ばれた知事、大陸会議代表およびアメリカ合衆国最高裁判所陪席判事を務めた。

## 初期の経歴
ジョンソンは1732年11月4日メリーランド州カルバート郡で、トマスとドーカス・セジウィックのジョンソン夫妻の息子として生まれた。祖父はやはりトマスという名であり、ロンドンで弁護士となり、1700年以前のいずれかの時点でメリーランドに移民してきた者だった。ジョンソンは10人兄弟の4番目であり、兄弟の何人かも大きな家族を持った（弟ジョシュアの娘、ルイーザ・ジョンソンは第6代大統領ジョン・クインシー・アダムズと結婚した）。
トマス・ジョンソンを含む家族は家庭内で教育を受けた。若い時から法律に興味を持って勉強し、1753年にメリーランドの法廷弁護士として認められた。1760年までにメリーランドのフレデリック郡に法律実務の本拠を移した。1761年には植民地議会議員に初めて選ばれもした。1766年2月16日にアナポリスの判事の娘、アン・ジェニングスと結婚した。
夫妻には8人の子供が生まれた、すなわちトマス・ジェニングス、アン・ジェニングス、レベッカ（幼時に死去）、エリザベス、レベッカ・ジェニングス、ジェイムズ、ジョシュア、およびドーカスだった。

## 独立戦争時代
1774年と1775年、メリーランド議会はジョンソンを大陸会議への代表として派遣した。大陸会議ではイギリスからの分離に賛成する側に断固として与した。1775年6月にジョージ・ワシントンを大陸軍指揮官に指名したのはジョンソンの発案だった。
1775年、大陸会議は機密通信委員会を創設し、戦争に対する諸外国の支援を求めた。ジョンソンはベンジャミン・フランクリン、ジョン・ディキンソン、ベンジャミン・ハリソンおよびジョン・ジェイと共にその委員になった。
ジョンソンはメリーランドに戻って議会での任務を続けていたので、アメリカ独立宣言の署名に加わる機会を逃した。しかし、1775年にメリーランド議会によって採択された権利宣言の草稿を書いた。この宣言は後の1776年にアナポリスで開催されたメリーランド憲法制定会議で採択された憲法の最初の部分に加えられた。ジョンソンはメリーランド民兵隊の准将として軍務も始めた。その政治活動に加えてジョンソンと兄弟のロジャーは弾薬を製造することで革命を支援した。その工場であるカトクティン・ファーネスの名残がフレデリックの真北にある。
メリーランドが新しく宣言した自治を始めると、邦議会は1777年にジョンソンを初代知事に選出した。ジョンソンはこの職を1779年まで務めた。その後の1780年代はメリーランドで多くの司法職を務め、1780年、1786年および1787年には邦議会議員を務めた。1785年、ポトマック川の司法権と航行規定を定めるためにマウントバーノンで開催されたメリーランドとバージニアの代表からなる委員会の委員となった。1788年にメリーランド会議に出席し、アメリカ合衆国憲法批准を提唱して成功させた。

## 連邦政府時代
1789年9月、ワシントン大統領がジョンソンをメリーランド地区の初代連邦判事に指名したが、ジョンソンはその指名を辞退した。1790年と1791年、メリーランド高等裁判所で上級判事を務めた。その後の1791年、ワシントンがジョン・ラトリッジの辞任で空いたアメリカ合衆国最高裁判所判事にジョンソンを指名した。ジョンソンは1792年の「ジョージア州対ブレイルズフォード事件」で最高裁判所判事としては初めて文書による意見を書いた者となった。ジョンソンは1793年まで最高裁判事を務め、健康を害して巡回裁判に出向くのが困難になったためにこの職を辞した。最高裁判事として最も短い任期を務めた者となった。1795年には、トーマス・ジェファーソンの推薦で、ワシントンから国務長官就任の打診があったが、健康のために辞退することになった。
1801年2月28日、ジョン・アダムズ大統領がジョンソンをコロンビア特別区首席判事に指名した。このことで新しい連邦首都の監督官会議委員となり、このときワシントンという都市名を提案した。

## その後の経歴

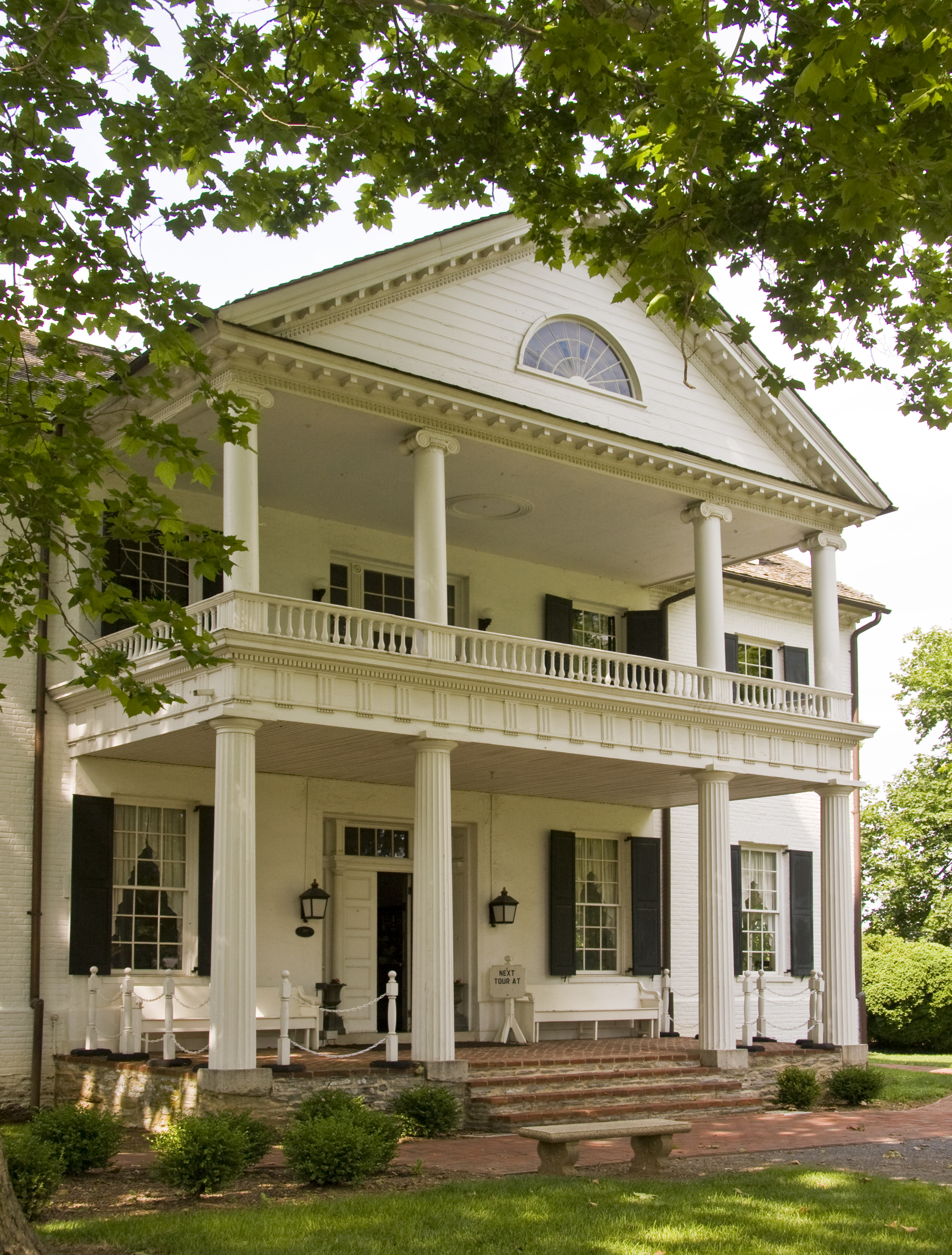
ローズヒル邸宅

ジョンソンの娘のアンが1788年にジョン・コーリン・グラハムと結婚し、ジョンソンの晩年はフレデリックに建てていた家で娘夫妻と暮らした。ローズヒル邸宅とよばれるこの家は現在郡立公園となっており、公開されている（ジョンソンの名前を冠した高校がローズヒルの敷地の半分を占めている）。ジョンソンは長年健康状態がよくないままだった。1800年2月22日には、友人ジョージ・ワシントンの誕生記念祭で弔辞を読んだ（ワシントンは前年の12月に死去していた）。ジョンソンは1819年2月22日にローズヒルで死に、フレデリックのマウントオリバー墓地に埋葬されている。

## 記念
多くの学校がトマス・ジョンソンに因んで名付けられた。例えば、フレデリックのトマス・ジョンソン知事高校、同じくフレデリックのトマス・ジョンソン知事中学校、ラーナムのトマス・ジョンソン中学校およびボルティモアのトマス・ジョンソン小学校などである。
1978年、トマス・ジョンソン知事橋が開通しジョンソンに因んで命名された。この橋はパタクセント川に架かり、カルバート郡とセントメアリーズ郡を結ぶものである。